# بورکخردت (دهانه)
خطای لوآ: bad argument #1 to 'killMarkers' (string expected, got number).
بورکخردت یک دهانه برخوردی در ماه است.

## دهانه‌های اقماری
این دهانه ۶ دهانه اقماری دارد.
| Burckhardt | عرض جغرافیایی | طول جغرافیایی | قطر          |
| ---------- | ------------- | ------------- | ------------ |
| A          | ۳۰٫۵° N       | ۵۸٫۸° E       | ۲۸٫۰ کیلومتر |
| C          | ۳۱٫۶° N       | ۵۹٫۰° E       | ۶٫۰ کیلومتر  |
| B          | ۲۹٫۹° N       | ۶۰٫۱° E       | ۱۱٫۰ کیلومتر |
| E          | ۳۰٫۶° N       | ۵۵٫۷° E       | ۳۹٫۰ کیلومتر |
| G          | ۳۲٫۱° N       | ۵۷٫۵° E       | ۷٫۰ کیلومتر  |
| F          | ۳۱٫۴° N       | ۵۷٫۲° E       | ۴۳٫۰ کیلومتر |